# Луїс Гонсалес Браво
Луїс Гонсалес Браво-і-Лопес де Архона (ісп. Luis González Bravo y López de Arjona; 8 липня 1811 — 1 вересня 1871) — іспанський дипломат і політик, двічі очолював уряд Іспанії.

## Життєпис
Народився в Кадісі. Здобувши юридичну освіту, мав адвокатську практику в Мадриді. 1842 року був обраний до кортесів, долучившись до партії поміркованих лібералів, яку невдовзі очолив.
Після повалення режиму Бальдомеро Еспартеро та проголошення Ізабелли II повнолітньою, Гонсалесу було доручено сформувати уряд у грудні 1843 року, втім його прем'єрство тривало недовго — лише до початку травня 1844 року. Після відставки став послом Іспанії в Португалії. У 1864—1865 та 1866—1868 роках очолював міністерство внутрішніх справ, а після смерті Рамона Марії Нарваеса (1868) знову став головою уряду. У той час Гонсалес Браво все більше схилявся на бік консервативної партії. Під час своєї другої каденції на посту голови Ради міністрів вживав суворих заходів проти лібералів, що, зрештою призвело до падіння його кабінету, а також до повалення влади Ізабелли. Після революції, що спалахнула у вересні 1868 року, Гонсалес утік до Франції, де й прожив решту життя, надалі долучившись до карлістів.